# Cinéfranco
 (septembre 2021).
La mise en forme du texte ne suit pas les recommandations de Wikipédia : il faut le « wikifier ».
Les points d'amélioration suivants sont les cas les plus fréquents. Le détail des points à revoir est peut-être précisé sur la page de discussion.
- Les titres sont pré-formatés par le logiciel. Ils ne sont ni en capitales, ni en gras.
- Le texte ne doit pas être écrit en capitales (les noms de famille non plus), ni en gras, ni en italique, ni en « petit »…
- Le gras n'est utilisé que pour surligner le titre de l'article dans l'introduction, une seule fois.
- L'italique est rarement utilisé : mots en langue étrangère, titres d'œuvres, noms de bateaux, etc.
- Les citations ne sont pas en italique mais en corps de texte normal. Elles sont entourées par des guillemets français : « et ».
- Les listes à puces sont à éviter, des paragraphes rédigés étant largement préférés. Les tableaux sont à réserver à la présentation de données structurées (résultats, etc.).
- Les appels de note de bas de page (petits chiffres en exposant, introduits par l'outil «  Source ») sont à placer entre la fin de phrase et le point final[comme ça].
- Les liens internes (vers d'autres articles de Wikipédia) sont à choisir avec parcimonie. Créez des liens vers des articles approfondissant le sujet. Les termes génériques sans rapport avec le sujet sont à éviter, ainsi que les répétitions de liens vers un même terme.
- Les liens externes sont à placer uniquement dans une section « Liens externes », à la fin de l'article. Ces liens sont à choisir avec parcimonie suivant les règles définies. Si un lien sert de source à l'article, son insertion dans le texte est à faire par les notes de bas de page.
- La présentation des références doit suivre les conventions bibliographiques. Il est recommandé d'utiliser les modèles {{Ouvrage}}, {{Chapitre}}, {{Article}}, {{Lien web}} et/ou {{Bibliographie}}. Le mode d'édition visuel peut mettre en forme automatiquement les références.
- Insérer une infobox (cadre d'informations à droite) n'est pas obligatoire pour parachever la mise en page.

Pour une aide détaillée, merci de consulter Aide:Wikification.
Si vous pensez que ces points ont été résolus, vous pouvez retirer ce bandeau et améliorer la mise en forme d'un autre article.
 (janvier 2014).
Si vous disposez d'ouvrages ou d'articles de référence ou si vous connaissez des sites web de qualité traitant du thème abordé ici, merci de compléter l'article en donnant les références utiles à sa vérifiabilité et en les liant à la section « Notes et références ».
Cinéfranco est un festival annuel de cinéma francophone international qui se déroule à Toronto au Canada.

## Histoire
Le festival a été fondé par Marcelle Lean en 1998,,.
Cinéfranco se déroule sur une dizaine de jours dans le cinéma Royal de Toronto,. Cinéfranco se compose de deux festivals, l'un pour les jeunes, destiné à des élèves et leurs professeurs, et l'autre pour le grand public qui veut découvrir des films francophones locaux, nationaux ou internationaux, via des films primés dans divers festivals de par le monde. L'objectif annoncé est de promouvoir « la compréhension mutuelle, la prise de conscience d’un héritage commun basé sur l’utilisation de la langue française et la pérennité des valeurs historiques et culturelles des communautés francophones en milieu minoritaire ».
En 2016, le festival n'a pas lieu, les organisateurs invoquant des « contraintes financières ».  Mais Cinéfranco est représenté lors du festival itinérant La Tournée Du Cinéma Québécois, un festival faisant découvrir le cinéma francophone au Canada anglais. Et en février et avril ont lieu deux petits festivals, le Programme jeunesse Cinéfranco et un week-end de cinéma québécois.
En 2019, le festival accueille 8 500 jeunes spectateurs.
En 2020, en raison de la pandémie de covid-19,le festival est virtuel : les films sont diffusés sur internet. En 2021, les 42 films du festival sont toujours essentiellement visibles sur internet. Seuls trois films sont projetés en salle.
En 2024, grâce à l'appui de partenaires, le prix des places de cinéma pour les jeunes passent de 8 à 5 dollars.

### Financement
Cinéfranco est subventionné par des organismes fédéraux, provinciaux, municipaux, ainsi que par des fédérations privées et institutions étrangères. Parmi lesquelles : 
- Téléfilm Canada
- Le Secrétariat aux Affaires Intergouvernementales Canadiennes
- L’Office des Affaires Francophones
- La Fondation Trillium de l’Ontario
- Patrimoine Canadien
- Les Consulats de France et de Belgique

Des commanditaires privés sont, par ailleurs, sollicités chaque année.

## Films lauréats – Prix du Public Radio Canada
- 2009 : Paris, Cédric Klapisch
- 2010 : Les Femmes de l'ombre, Jean-Paul Salomé
- 2011 : Il reste du jambon ?, Anne Depetrini
- 2012 : Les Hommes libres, Ismael Ferroukhi
- 2013 : Le Prénom, Matthieu Delaporte et Alexandre de La Patellière
- 2014 : La Cage dorée, Ruben Alves

## Au-delà du festival
Cinéfranco présente aussi des films le reste de l’année en partenariat avec diverses structures, dont les bibliothèques de Toronto, ainsi que des festivals et associations.